# 1984 au théâtre
| Années du théâtre : 1981 - 1982 - 1983 - 1984 - 1985 - 1986 - 1987    |
| Décennies du théâtre : 1950 - 1960 - 1970 - 1980 - 1990 - 2000 - 2010 |

Cet article présente les faits marquants de l'année 1984 au théâtre.

## Événements
- Première édition du festival des francophonies en Limousin.

## Pièces de théâtre représentées
- 6 janvier : Angelo, tyran de Padoue de Victor Hugo, mise en scène Jean-Louis Barrault, Théâtre Renaud-Barrault.
- 6 mars : Faut-il choisir ? Faut-il rêver ? de Bruno Bayen, mise en scène de l'auteur, Théâtre national de Chaillot.
- Les affaires sont les affaires d'Octave Mirbeau, mise en scène de Pierre Dux.

## Décès
- Claude Larue (°1925)
- 10 janvier : Georges Audoubert (°1921)
- 21 janvier : Roger Blin (°1907)
- 26 février : Simone Berriau (°1896)
- 5 avril : Guy Kerner (°1922)
- 9 avril : Jean-Pierre Kérien (°1912)
- 13 mai : Pierre Bertin (°1891)
- 9 juin : Michel Nastorg (°1914)
- 30 juin : Lillian Hellman (°1905)
- 27 juillet : Christian-Gérard (°1903)
- 5 août : Richard Burton (°1925)
- 5 août : Jean-Jacques (°1923)
- 14 août : John Boynton Priestley (°1884)
- 31 octobre : Eduardo De Filippo (°1900)